# 청주내덕초등학교
청주내덕초등학교는 대한민국 충청북도 청주시에 있는 초등학교다.

## 학교 연혁
- 1976. 08. 28. 청주내덕국민학교 설립 인가
- 1977. 05. 02. 청주내덕국민학교 개교 (7학급)
- 2003. 03. 01. ICT 활용 교육 충청북도교육청 지정 연구시범학교 운영(2년간)
- 2004. 08. 30. 야외 학습장 건립
- 2006. 02. 20. 학교홈페이지 운영 남부교육청 우수학교 표창
- 2009. 09. 01. 학력향상 중점학교 지정
- 2010. 12. 07. 야구 실내 연습장(필승관) 및 휴게실(꿈의 쉼터) 준공
- 2011. 01. 10. 청주교육지원청 학력향상 우수학교 표창(교육장)
- 2011. 03. 01. 충청북도교육청 지정 창의·인성교육 시범학교(2년간)
- 2011. 09. 01.~ 02. 29. 충청북도교육청 지정 “多 행복한 학교” 시범학교 운영
- 2011. 11. 11. 창의인성교육 모델학교 운영 우수학교 선정(한국과학창의재단)
- 2011. 12. 31. 2011. 전국 100대 교육과정 우수학교 선정(교과부 장관 표창)
- 2012. 03. 01.~ 2015.02.28 사교육절감형 창의경영학교 지정
- 2012. 04. 12. 교과부 지정 창의경영학교 벤치마킹 대상 우수학교
- 2013.03.01. ~ 2015.02.28 교육부 요청 충청북도교육청 지정 창의·인성교육(모델학교) 시범학교   운영
- 2017. 02. 10. 제36회 졸업식, 33명 졸업(총 6,712명)
- 2017. 03. 01. 제18대 박은영 교장 부임
- 2017. 03. 01. 13학급 편성(특수학급 포함)
- 2018. 01. 10. 제37회 졸업식 36명 졸업(총 6,748명)
- 2018. 03. 01. 13학급편성(특수학급 포함)
- 2018.03 01 ~ 2020.02.28 충청북도교육청 지정 "교육실습 협력학교" 연구학교 운영
- 2019. 01. 10. 제38회 졸업식 37명 졸업(총 6,785명)
- 2019. 09. 01. 제19대 양순원 교장 부임
- 2020.01.09. 제39회 졸업식 40명 졸업(총 6,825명)